# Östreicher Emil
Östreicher Emil (Győr, 1914. december 2. – Budapest, 1992. október 20.) magyar sportmenedzser.

## Életpályája
1914-ben született Győrben a Teleki utca 5. szám alatt Östreicher Gusztáv magántisztviselő és Löwinger Terézia gyermekeként. 1924-től a győri főreáliskolában tanult. 1936-tól élt Budapesten, a második világháború alatt Ukrajnában volt munkaszolgálatos.
A Vasasnak drukkolt, bár Győrött született. A labdarúgásban a győri ETO intézőjeként bukkant fel. A 40-es években „Kis Dongó” néven borozót nyitott Galamb utcában, ahová bejárt például Illovszky Rudolf és Kubala László is.
1952-től a Budapesti Honvéd labdarúgó-szakosztályának pénztárosa, 1955–1956 között szakosztályvezetője volt. 1956-tól külföldön élt. 1957-ben a Wiener SC szaktanácsadója. 1957-től 1963-ig a spanyol Real Madrid labdarúgócsapatának technikai igazgatójaként vált híressé. Nevéhez fűződik Puskás Ferenc szerződtetése a Real Madridba. 1963–1964-ig az olasz Torino csapatánál dolgozott, majd visszatért Spanyolországba. Először az Espanolnál, később a Valenciánál volt technikai vezető. 1972–1974-ig a német FC Schalke 04 csapatánál is dolgozott. 1981-ben a spanyol Elche csapatánál dolgozott. 1984–1986 között a magyar labdarúgó-válogatott technikai vezetői tisztségét töltötte be. Utolsó éveiben Spanyolországban élt. Benidormban több szálloda tulajdonosa lett, ahol magyar futballistákat is többször vendégül látott. 1992-ben Magyarországon tartózkodott, amikor rosszul lett és a Szabolcs utcai klinikán elhunyt. A budapesti Farkasréti temetőben helyezték örök nyugalomra.

### Családja
Felesége Eperjessy Margit (Margarita), aki 1989. november 22-én Madridban halt meg – sokszoros magyar bajnok evezősversenyző volt a Budapesti Honvédnál.

## Emlékezete
2021-ben utcát neveztek el róla Győrben. Alakja feltűnik a Puskás című musicalben is.